# Dziwonia duża
Dziwonia duża (Carpodacus rubicilla) – gatunek małego ptaka z rodziny łuszczakowatych (Fringillidae). W czterech podgatunkach występuje w górskich obszarach centralnej Azji i na Kaukazie. Nie jest zagrożony wyginięciem.

## Taksonomia

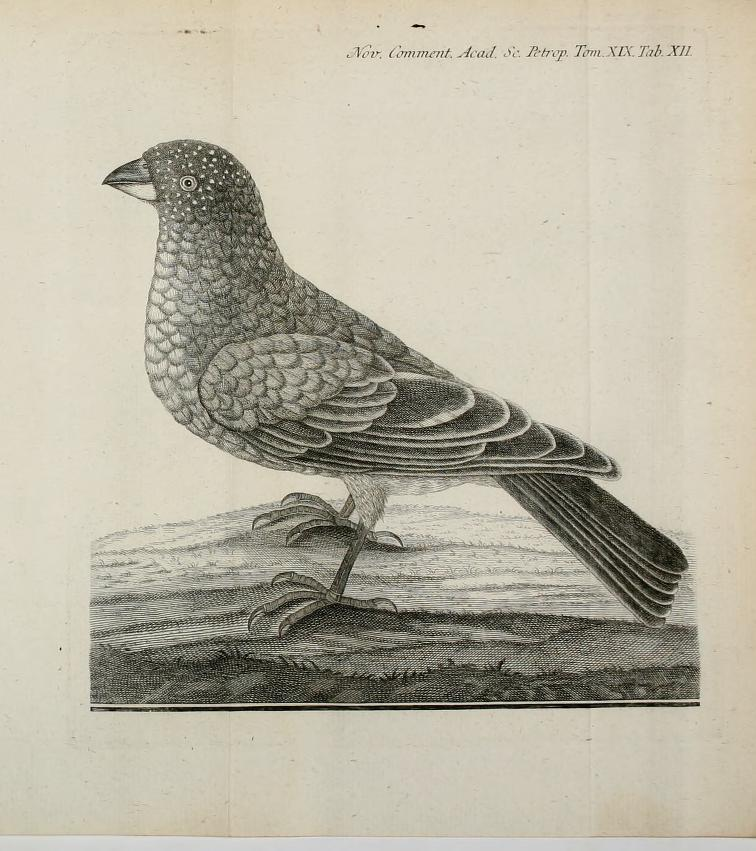
Tablica barwna załączona do pierwszego opisu

Po raz pierwszy gatunek opisał Johann Anton Güldenstädt w 1775 na podstawie holotypu z Kaukazu. Nowemu gatunkowi nadał nazwę Loxia rubicilla. Do opisu sporządzonego w łacinie dołączona była tablica barwna opatrzona numerem XII. Obecnie (2021) Międzynarodowy Komitet Ornitologiczny (IOC) umieszcza dziwonię dużą w rodzaju Carpodacus. Wyróżnia 4 podgatunki. Dziwonia łuskowana (C. (r.) severtzovi) była uznawana za odrębny gatunek ze względu na różnice w upierzeniu, środowisku życia i prawdopodobnie także i głosie. Badania DNA nie potwierdziły tego. Dziwonie łuskowane ze wschodniej Azji mogły oddzielić się od kaukaskich ptaków z podgatunku nominatywnego około 400 tys. lat temu (0,05–0,91 mln lat temu). Ptaki z północno-zachodnich Indii oraz temat różnorodności przedstawicieli podgatunku C. r. diabolicus wymagają dalszych badań.
Niekiedy można spotkać się z polską nazwą zwyczajową „dziwonia kaukaska” w odniesieniu do tego gatunku. Była ona niegdyś w użyciu w odniesieniu do dziwonii dużej, począwszy od Polskiego nazewnictwa ptaków świata Mielczarka i Cichockiego (1999), jednak według obecnego, aktualizowanego na bieżąco źródła dotyczącego polskiego nazewnictwa jest to błędem. Nazwa „dziwonia kaukaska” odnosi się do jednego z podgatunków dziwonii zwyczajnej (Erythrina erythrinus kubanensis), zaś właściwą nazwą dla C. rubicilla jest dziwonia duża.

## Podgatunki i zasięg występowania
IOC wyróżnia następujące podgatunki:
- C. r. rubicilla (Güldenstädt, 1775) – dziwonia duża[3] – centralny i wschodni Kaukaz w południowo-zachodniej części Rosji, północnej Gruzji i północnym Azerbejdżanie[6]
- C. r. diabolicus (Koelz, 1939) – północno-wschodni Afganistan, zachodni Pamir i Góry Ałajskie[6]
- C. r. kobdensis (Sushkin, 1925) – południowo-wschodnia Rosja (Tuwa, Republika Ałtaju, Sajany) oraz zachodnia Mongolia na południe po północno-zachodnie Chiny (północny Sinciang); w zimie również wschodni Kazachstan[6]
- C. r. severtzovi Sharpe, 1886 – dziwonia łuskowana[3] – wschodni i południowo-wschodni Kazachstan (centralny Tienszan, Ałatau Dżungarski), wschodni Kirgistan (wschodni Pamir), południowo-zachodnie i zachodnio-centralne Chiny (zachodni i południowo-zachodni Sinciang, południowy i wschodni Tybet, Qinghai i Syczuan, prawdopodobnie również północna prowincja Gansu), również północny Pakistan (od Czitral na wschód po Gilgit), Ladakh na wschód po północny Nepal i północno-wschodnie Indie (przynajmniej do Sikkim), prawdopodobnie również centralny Afganistan; zimą odwiedza również zachodni i południowy Tadżykistan[6]

## Morfologia

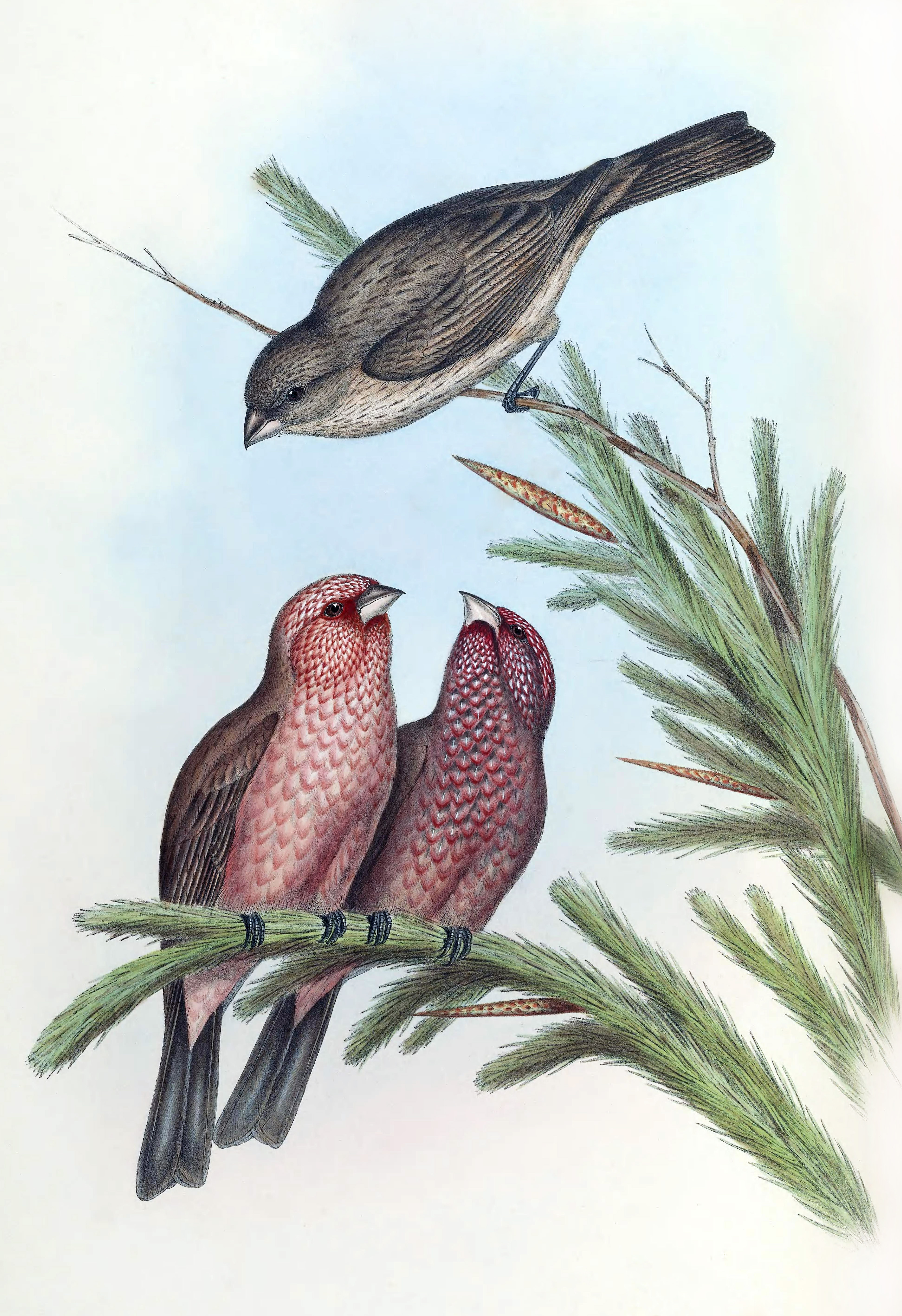
Samica oraz dwa samce o różnej intensywności upierzenia. John Gould, 2. połowa XIX wieku

Długość ciała wynosi 19–21 cm, masa ciała 40–48,5 g. Jest to stosunkowo duży łuszczak, rozmiarami podobny łuskowcowi (Pinicola enucleator). Upierzenie jest dosyć ciemne. Występuje dymorfizm płciowy. U samca ciemię i spód ciała mają barwę ciemnoczerwoną, z malinowym odcieniem, upstrzone białymi kropkami. Okolice oka i kantarek ciemniejsze. Grzbiet bardziej piaskowobrązowy. Zwraca uwagę długi ogon i mocny, jasny dziób. Upierzenie samicy w większości jest brązowoszare, intensywnie kreskowane, z ciemniejszym kantarkiem i okolicami oka. Samiec podczas swojego pierwszego lata wygląda jak samica. Większość różnic między przedstawicielami poszczególnych podgatunków dotyczy nasycenia barwy różowej i czerwonej u samców, różnic w ubarwieniu dzioba i wymiarów poszczególnych części ciała, są to cechy bardzo trudne do dostrzeżenia w terenie. Długość skrzydła u przedstawicieli nieokreślonych podgatunków wynosi 113,5–121,5 mm u samców (105–112,5 mm u samicy (u C. r. severtzovi odpowiednio 116–123 i 111–121 mm), długość ogona 86–91 mm u samców i 83–92 mm u samic, długość dzioba (od nasady w czaszce) 18–20 mm u samców i 19–20 mm u samic.

## Ekologia i zachowanie
Dziwonie duże zamieszkują wysokie góry, najchętniej okolice lodowców z jałowymi, nasłonecznionymi stokami z obecnymi głazami, gdzie jest obfitość nasion mniszków. To ptaki osiadłe, jedynie zimą schodzą na niższe wysokości (1000 m n.p.m. lub niżej). Gniazdują powyżej 2500 m n.p.m., przeważnie 3000 m n.p.m. W obrębie Kaukazu występują między 2500 a 3500 m n.p.m., dalej na wschodzie 3630–5000 m n.p.m. W Nepalu odnotowywano je na wysokości 2660–4900 m n.p.m. Na zimowiskach w Kazachstanie pojawiają się w stadach liczących do 30–50 osobników. W kilku miejscach w tym kraju prawdopodobnie gniazdują, w 1960 znaleziono gniazdo na wysokości 4100 m n.p.m. Podczas zimowania w stadach tych ptaków mogą pojawiać się inne dziwonie, w tym dziwonia ciemnolica (C. rubicilloides). Poza sezonem lęgowym najczęściej widywane są pojedynczo lub w parach. Żerują na ziemi lub w krzewach, żywią się głównie nasionami niewielkich roślin oraz krzewów Caragana, niekiedy jedzą także jagody i owady.

### Lęgi
Okres lęgowy trwa od końca maja do końca sierpnia. Przeważnie występuje jeden lęg, być może na Kaukazie więcej. Gniazdo umiejscowione jest w szczelinie skalnej lub na niskim krzewie, rzadko również w opuszczonych budynkach. Budulec stanowią cienkie gałązki, łodygi roślin i fragmenty korzeni, mchy, trawy, włosie i sierść. Zniesienie liczy 4–5 jaj, mają barwę niebieską i pokryte są drobnymi kropkami.

## Status
IUCN uznaje dziwonię dużą za gatunek najmniejszej troski (LC, Least Concern). Według informacji z 2016, populacja na Kaukazie miała zmniejszyć się w wyniku niszczenia środowiska życia tych ptaków. Z lat 90. pochodzi informacja o zmniejszaniu się liczebności w europejskiej części zasięgu ze względu na niszczenie środowiska bogatego w rokitniki (Hippophae rhamnoides), stanowiące źródło pokarmu, oraz zagrożenie ze strony wieszczków (Pyrrhocorax graculus). Do tego ptaki na zimowiskach miały być odławiane celem trzymania ich jako ptaków ozdobnych.